# 2261 Keeler
2261 Keeler (1977 HC) là một tiểu hành tinh vành đai chính được phát hiện ngày 20 tháng 4 năm 1977 bởi A. R. Klemola ở Mount Hamilton. Nó được đặt theo tên nhà thiên văn học James Edward Keeler, who also discovered two asteroids (452 Hamiltonia và (20958) A900 MA in 1899 và 1900)